# نورشن، شیراک
نورشن (به ارمنی: Նորշեն) یک روستا در ارمنستان است که در استان شیراک واقع شده‌است. نورشن در  کیلومتری شمال گیومری، مرکز استان شیراک واقع شده است.

## خصوصیات
نورشن ۳۳ نفر جمعیت دارد و در ارتفاع  متر بالاتر از سطح دریا قرار گرفته است.